# Gehl
Gehl (NASDAQ: GEHL) — американский производитель землеройно-транспортных машин.

## Описание
Компания была основана в 1859 году в городе Вест-Бенд, штат Висконсин. Основные производственные мощности компании находятся в городе Мэдисон штата Южная Дакота. В Россию поставляются образцы техники, предназначенные для европейского рынка и изготовленная по стандартам европейского офиса компании Gehl в Германии. Отделение продаж строительной техники Gehl основано в 1986 году, когда компания активно стала осваивать сегмент мирового рынка компактного строительного оборудования.
В 2008 году 100 % акций компании было приобретено корпорацией Manitou. В настоящее время ассортимент компании представлен сельскохозяйственным и компактным промышленно-строительным оборудованием, таким как мини-погрузчики, компактные экскаваторы, телескопические погрузчики, фронтальные погрузчики и машины для укладки дорожного покрытия.